# Turistická značená trasa 1011
 Turistická značená trasa 1011 je modře vyznačená 4 kilometry dlouhá pěší trasa Klubu českých turistů vedená z Velké Chuchle do Holyně. Z Velké Chuchle do Slivence překonává převýšení 124 metrů. Prochází pražskými katastrálním územími Velká Chuchle, Slivenec a Holyně.

## Popis trasy
Trasa začíná na náměstí Omladiny ve Velké Chuchli. Odtud vede západně stoupáním k vápence, kde se potká s naučnou stezkou Barrandovské skály - Chuchelský háj. Od vápenky vystoupá pěšinou strání s lesním porostem k louce a projde kolem zahrádkářské osady do centra Slivence. Zde odbočí na sever, přejde ulici K Barrandovu a rovně se vydá do Holyně. U kapličky zabočí na severozápad a podél Holyňského potoka sejde do Dalejského údolí k železniční zastávce.
| Km  | Místo               | Navazující a křižující trasy | Nadm. výška |
| --- | ------------------- | ---------------------------- | ----------- |
| 0   | Velká Chuchle (bus) | 6006                         | 217 m       |
| 1   | Pacoldova vápenka   |                              | 245 m       |
| 2,5 | Slivenec            | 0019                         | 341 m       |
| 3,5 | Holyně (bus)        |                              | 315 m       |
| 4   | Holyně (žst)        | 3063                         | 261 m       |

## Zajímavá místa
- Homolka – přírodní rezervace
- Vrutice – potok
- Pacoldova vápenka
- Dolomitový důl ve Velké Chuchli
- Kostel Všech Svatých – Slivenec
- Lípa v poli u Holyně – památný strom
- kaplička v Holyni
- bývalá vápenice v Holyni
- Nový mlýn
- Dalejské údolí
- železniční zastávka Praha-Holyně

## Veřejná doprava
Cesta začíná u zastávky MHD Velká Chuchle, vede přes zastávky MHD K Holyni, Návětrná, Pod Mezí a Holyně a končí u železniční zastávky Praha-Holyně.